# Chalepus pici
Chalepus pici là một loài bọ cánh cứng trong họ Chrysomelidae. Loài này được Descarpentries & Villiers miêu tả khoa học năm 1959.